# Elizeu Mattos
Elizeu Mattos (Lages, 6 de setembro de 1965) é um político brasileiro, filiado ao Partido do Movimento Democrático Brasileiro (PMDB).

## Trajetória política
Economista, é casado e tem dois filhos. Durante o curso de graduação em economia na Universidade do Planalto Catarinense (Uniplac), conheceu o ex-prefeito de Lages Dirceu Carneiro, que o convidou para trabalhar em Brasília; por essa razão, Mattos finalizou o curso na Universidade de Brasília. Foi em Brasília que Elizeu Mattos iniciou carreira política.
Entre 1984 e 1994 foi assessor no Congresso Nacional e no Senado Federal. Voltou a Santa Catarina a pedido do então vice-governador José Augusto Hülse.
Em 2000 concorreu a vice-prefeito de Lages na chapa de Décio Ribeiro, mas não se elegeu. Três anos mais tarde foi convidado pelo governador Luiz Henrique da Silveira a assumir o cargo de secretário de Desenvolvimento Regional de Lages.
Em 2007, Mattos assumiu o cargo de deputado estadual de Santa Catarina, após a saída de Edson Renato Dias. Manteve-se no cargo após o pleito de 2010, quando foi eleito deputado estadual de Santa Catarina. De 2009 a maio de 2012 foi líder de governo na Assembleia Legislativa, de onde saiu para se candidatar a prefeito de Lages. Em 2012 foi eleito prefeito de Lages.
No final de 2014 foi preso por suspeita de comandar diversos esquemas de corrupção na cidade de Lages. Reassumiu o cargo em 5 de outubro de 2015, depois de dez meses afastado. Teve suas contas de 2013 e 2014 apreciadas e aprovadas por unanimidade pelo pleno do Tribunal de Contas de Santa Catarina, incluindo a Semasa, origem da Operação Águas Limpas. Entretanto, é réu de dois processos na justiça comum, um na esfera criminal e outro na esfera cível, e responde a acusação formulada pelo Ministério Público do Estado de Santa Catarina nos crimes de formação de organização criminosa qualificada, corrupção passiva, dispensa indevida de licitação e fraude em licitação e improbidade administrativa. Segundo consta na acusação do ministério público, Elizeu teria sido o principal mentor do esquema ao fraudar a licitação e facilitar que a empresa Viaplan ganhasse o certame e supostamente teria recebido, desde o início de 2013, cerca de R$ 2.800.000,00 em propina.
Em 27 de outubro de 2016, Elizeu Mattos renunciou ao cargo de prefeito de Lages, e o motivo alegado foi a morte da esposa Cristiane Garcez Mattos, dias antes, e a necessidade de se dedicar à família. O vice-prefeito Toni Duarte assumiu o cargo.